# ロバート・ロー
ロバート・ロー （1991年8月5日 -) はニュージーランドのバスケットボール選手。ポジションはセンター/パワーフォワード。バスケットボールニュージーランド代表選手。

## 経歴
イギリスのレスターで生まれ、ニュージーランドのオークランドで育ち、ウェストレイク高校に通った。ウェストレイクでは、2度の全国大会優勝に貢献し、ウェストレイク・スポーツマン・オブ・ザ・イヤーを受賞した。また、2009年にASBカレッジスポーツマン・オブ・ザ・イヤー賞、2008年と2009年にはASBカレッジスポーツバスケットボールバスケットボール選手賞を受賞し、ウェストレイクの最も優れたバスケットボール選手に3年連続で選出された。2010年4月、オレゴン州ポートランドで開催されたナイキ・フープサミットにワールドセレクトチームのメンバーとして出場した。
大学はセントルイス大学に進学し、。2010-11シーズンは1試合を除き試合出場し、18試合でスターターに名を連ねた。翌シーズンから卒業まではセントルイスの全試合でスターターを務めた。

### プロキャリア
大学卒業した後、2014年NBAサマーリーグでゴールデンステート・ウォリアーズのメンバーとしてプレーした。。
2014年9月9日、2014-15シーズンに向けてギリシャのK.A.O.Dと契約した。
2015年7月26日、ベルギーのリンブルフ・ユナイテッドと2015-16シーズンの契約をした。12月17日、膝の負傷で離脱した。2016年3月4日に復帰した。
2016年6月17日、オーストラリアNBL所属のニュージーランド・ブレイカーズと契約し、2シーズンプレーした。
2018-19シーズンはNBLのケアンズ・タイパンズでプレーした。
2019年3月31日、ニュージーランドNBLのウェリントン・セインツと2019年シーズンの契約をした。チームは優勝し、自身は最優秀フォワード/センターに選出された。
2019年5月7日、ニュージーランド・ブレーカーズに復帰した。
2020年2月25日、Bリーグの香川ファイブアローズと契約し、2019-20シーズンの残りの期間、元ニュージーランド代表ヘッドコーチのポール・ヘナレが率いるチームに加入した。しかし、香川で2試合に出場した後、コロナウイルスのパンデミックのためシーズン中断になった（のちに打ち切りが決定）。ローはニュージーランドに戻り、ブレイカーズに復帰した。

### ナショナルチーム
ローはニュージーランドで開催された2009年FIBA U-19世界選手権でに出場した。ジュニア・トール・ブラックスは13位だったが、ローは1試合あたり18.8ポイントと7リバウンドでチームをリードした。同年のFIBAオセアニア選手権にて18歳で初めてA代表チームメンバーに選出された。
2014年、FIBAバスケットボールワールドカップスペイン大会のトールブラックスメンバーに選ばれた。
2015年、スタンコビッチ・コンチネンタル・チャンピオンズカップ優勝に貢献。
2018年、2018年コモンウェルスゲームズで銅メダルを獲得。
2019年、FIBAバスケットボールワールドカップ中国大会に出場